# Duda-Epureni
Duda-Epureni é uma comuna romena localizada no distrito de Vaslui, na região de Moldávia. A comuna possui uma área de 73.95 km² e sua população era de 4927 habitantes segundo o censo de 2007.